# Mesapamea lugens
Mesapamea lugens är en fjärilsart som beskrevs av Adrian Hardy Haworth 1809. Mesapamea lugens ingår i släktet Mesapamea och familjen nattflyn. Inga underarter finns listade i Catalogue of Life.